# Любицька сільська громада
Любицька сільська об'єднана територіальна громада — колишня об'єднана територіальна громада України, в Новомиколаївському районі Запорізької області. Адміністративний центр — село Любицьке.
Утворена 12 липня 2018 року шляхом об'єднання Барвінівської, Любицької та Різдвянської сільських рад Новомиколаївського району.
12 червня 2020 року, відповідно до розпорядження Кабінету Міністрів України № 713-р «Про визначення адміністративних центрів та затвердження територій територіальних громад Запорізької області», була ліквідована шляхом приєднання до Тернуватської селищної громади.

## Населені пункти
До складу громади входили 8 сіл: Барвінівка, Василькове, Данилівка, Зірниця, Лісне, Любицьке, Мирівка та Різдвянка.